# Anapka (zatoka)
Anapka (ros. залив Анапка) – zatoka Morza Beringa, w azjatyckiej części Rosji; drugorzędna zatoka Zatoki Karagińskiej.
Leży w północno-zachodniej części Zatoki Karagińskiej, pomiędzy Kamczatką i  Półwyspem Ilpińskim, na północ od Cieśniny Litkego; długość 60 km, szerokość do 90 km; dobrze rozwinęta linia brzegowa, liczne zatoki podrzędne.